# Acacia purpusii
Acacia purpusii là một loài thực vật có hoa trong họ Đậu. Loài này được Brandegee miêu tả khoa học đầu tiên năm 1909.